# NGC 6866
NGC 6866 هي مجرة تتبع كوكبة الدجاجة. اكتشفها ويليام هيرشل في 23 يوليو 1783.

## روابط خارجية
- NGC 6866 على موقع ويكي سكاي: DSS2, SDSS, GALEX, IRAS, Hydrogen α, X-Ray, Astrophoto, Sky Map, Articles and images